# Lingua kannaḍa

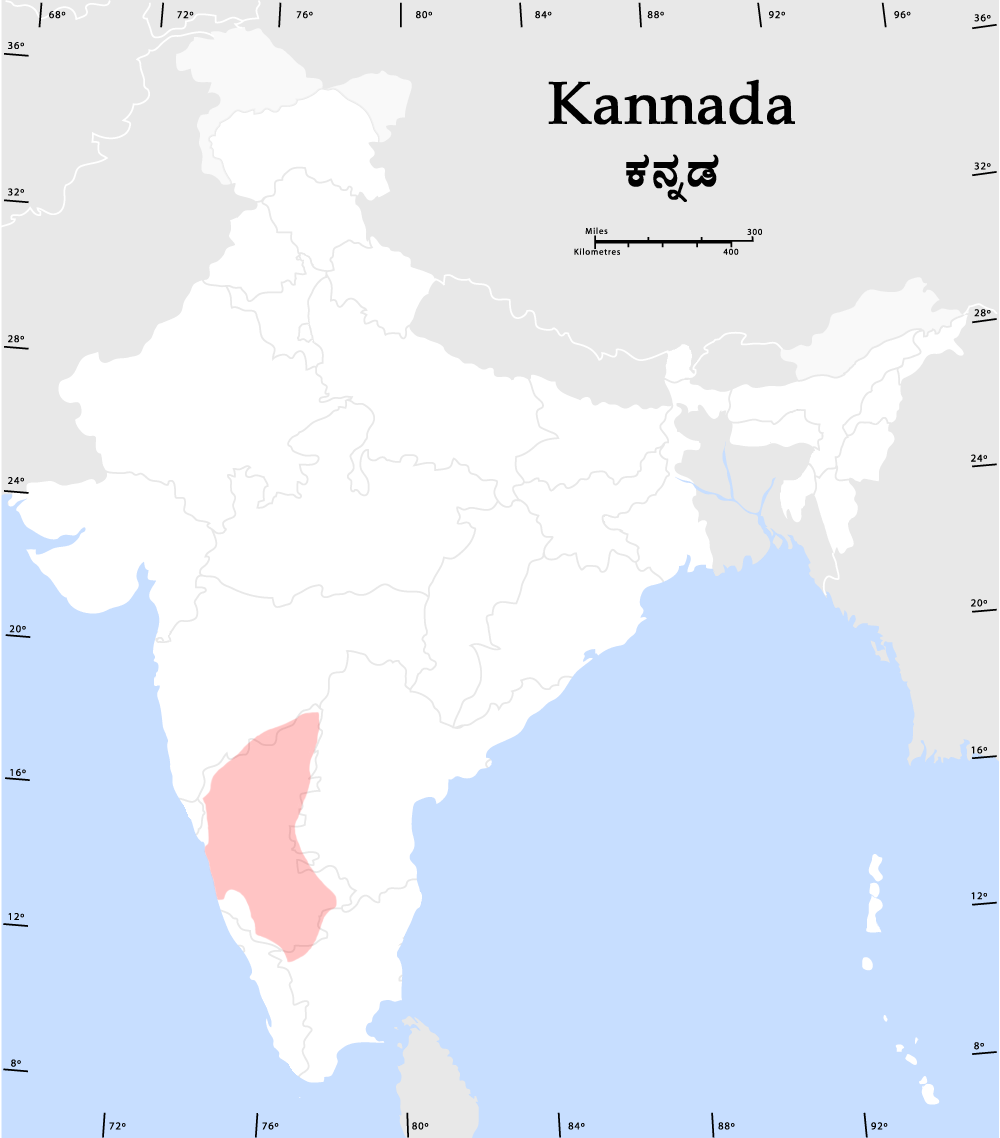
Distribuzione dei parlanti di lingua kannaḍa in India

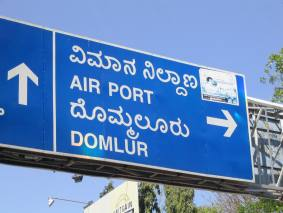
Cartello stradale in kannaḍa e in inglese

La lingua kannaḍa, conosciuta anche come canarese (ಕನ್ನಡ), è una lingua dravidica meridionale parlata in India, principalmente nel sud dello stato del Karnataka.
Al 2022, è parlata da 58,6 milioni di parlanti totali, in gran parte madrelingua (L1).

## Distribuzione geografica
Secondo Ethnologue il kannaḍa è parlato da circa 35 milioni di persone in India, negli stati di Andhra Pradesh, Karnataka, Maharashtra e Tamil Nadu. Risulta attestato anche in Canada e negli Stati Uniti d'America.

## Lingua ufficiale
È una delle 22 lingue ufficialmente riconosciute dall'allegato VIII della Costituzione dell'India.
È la lingua ufficiale dello stato indiano di Karnataka.

## Storia
Il kannaḍa è una lingua dravidica: storicamente si divide in kannaḍa antico, kannaḍa medio e kannaḍa moderno.

## Letterati legati a questa lingua
- Abhinava Pampa